# Люмьер (кинопремия, 2006)
11-я церемония вручения наград премии «Люмьер» за заслуги в области французского кинематографа за 2005 год состоялась 21 февраля 2006 года.

## Список лауреатов
- Лучший фильм:
  - Моё сердце биться перестало, режиссёр Жак Одиар.
- Лучший режиссёр:
  - Филипп Гаррель, за фильм Постоянные любовники.
- Лучший актёр:
  - Ромен Дюрис за роль в фильме Моё сердце биться перестало.
- Лучшая актриса:
  - Изабель Юппер за роль в фильме Габриэль.
- Лучший сценарий:
  - Скрытое – Михаэль Ханеке.
- Многообещающему актёру:
  - Жоан Либеро за роль в фильме Холодный душ.
- Многообещающей актрисе:
  - Фанни Валетт за роль в фильме Маленький Иерусалим
- Лучший фильм на французском языке:
  - Дитя , режиссёр Жан-Пьер Дарденн, Люк Дарденн.
- World Audience Award (представлено TV5 Monde):
  - Иди и живи режиссёр Раду Михайляну